# 栗原弘行
栗原 弘行（くりはら ひろゆき、1947年〈昭和22年〉2月18日 - 2014年〈平成26年〉5月23日）は、日本の実業家、温冷熱医療研究家。LOHAS JAPAN株式会社設立発起人。セキ・キュア・アソシエイト設立発起人。伊豆修善寺の関朗医師の生命体酸化還元療法を改良して温冷熱刺激療法を下沖和幸、山口浩幸、服部正夫、内藤泰樹と共に開発した研究開発者。尖閣諸島の南小島、北小島の元所有者としても知られる。

## 経歴
埼玉県さいたま市（旧大宮市）出身。栗原利郎の三男で、母、兄（二人）、姉、妹がいる。栗原家は家父長制に貫かれた地主の家系で、家族の中でも父親の存在は非常に大きく、特別な存在の父には「下々の者とは付き合うな」という考え方があり、ほとんど外で遊ばせてもらえなかった。小さいころは、アレルギー体質で虚弱だったが、中学に入るころには健康になった。中学1年生の終わりころからまったく勉強をしなくなった。
兄の國起と共に菱屋会館株式会社を設立し、貸しビル業を営む。先妻と結婚した頃、イタリア・タイルの輸入業を営んでいた。しかし会社は、1976年に倒産した。また、銀座で金融会社をやったり、結婚式用の教会を作ったりした。栗原家が尖閣諸島を引き継いでからは兄弟で尖閣の維持管理に尽力した。
2014年（平成26年）2月、肺炎により緊急入院をしてからは、入退院を繰り返していた。2014年5月23日に肺がんで死去。67歳没。

## 人物

### 尖閣諸島を所有
栗原家が所有していた尖閣諸島の島は魚釣島、久場島、南小島、北小島であった。久場島は米軍が射撃爆撃場として利用していたが、1992年に防衛庁との間で20年の賃貸契約を交わした。残りの三島は2002年から政府が借り上げ、政府の管理地となった。四島の賃貸料の合計、年におよそ3000万円が栗原家に支払われていた。
年表
- 1970年（昭和45年） - 沖縄に住む古賀善次（尖閣諸島の開拓者古賀辰四郎の息子）を兄國起と訪ねた[5]。弘行は古賀善次に同席を許されなかった[5]。
- 1972年（昭和47年） - 兄國起と沖縄を訪れた[5]。古賀善次が兄國起に南小島と北小島を譲渡[5]。1970年に善次と兄國起の間で売買の約束が交わされていた[5]。
- 1978年（昭和53年） - 古賀善次の妻花子が魚釣島を兄國起に譲渡[5]。弘行が現金を持って沖縄を訪れた[5]。
- 1988年（昭和63年） - 古賀善次の妻花子が死去[4]。遺言で兄國起が遺産を継承[4]。
- 1991年 - 南小島と北小島を兄國起が弘行に譲渡（2002年まで弘行が所有）[5]。
- 2002年（平成14年） - 魚釣島、南小島と北小島を政府が賃貸借契約を交わし、政府が管理地とする。
- 2012年（平成24年）9月11日 - 日本政府に魚釣島、北小島と南小島の3島を兄國起は20億5千万円で売却し、日本国へ所有権移転登記を完了させた。

この国有化の話は、もともと東京都への売却方針で推移していたが、急転直下での政府への売却で、ほぼ同時期に出版の予定であった原稿を差し替え、国営化後に『尖閣諸島売ります』の題名で出版した。

### 古賀家と栗原家
大宮の曹洞宗大成山普門院にある栗原家代々の墓所に古賀善次とその妻花子の墓がある。古賀善次と栗原家の間には相当強い結びつきがあったのは間違いないが、その結びつきの発端について弘行は知らない。

### 人柄
弘行の元妻によれば「夫は毎晩銀座で豪遊し、女遊びに明け暮れていた。義姉から聞いた話だが夫は高校生の頃から親の金で遊び呆けており、銀座の三越で何十着ものズボンを実家のツケで買い、それを質屋に売って遊ぶ金にしたり、金品を家から持ち出すのも日常茶飯事だったそうだ」と述べている。
弘行の娘・青皇によれば「父はもともと女癖が酷く、別居中にも社員やアルバイトの子など何人もの女に手を出していた。領土を守る国士のような顔をしてテレビに頻繁に出ているが、そんな人物ではない。金と女にだらしなく、虚言癖もあって、一度としてまともな仕事に就いたことがない。そして私たち家族を苦しめ続けた」と否定的に述べている。

### 尖閣諸島の歴史PR活動
- 【栗弘会】尖閣諸島の地権者歴史と自然保護そして島嶼経済を考える会として活動。亡くなる直前まで精力的に元尖閣諸島、南小島・北小島の地権者として、また栗原家を代表して尖閣諸島の政府調査同行した経験を生かし、公の場で公演活動を行っていた。現在では、生前活動の後任者として指名された秘書の下沖和幸が、尖閣諸島「語りべ」としての講演活動等を開始している。

## 家族・親族
栗原家
家系について、2012年に刊行された栗原弘行の著書『尖閣諸島売ります』によると「栗原家のルーツは、甲斐武田氏の一族の出で、現在の埼玉県さいたま市大宮区に居を構えて500年近くになる」という。『政治と経済 16（11）』によると「菱屋ビル社長の栗原治二は5代目で、その先祖は甲斐国巨摩郡栗原村を本拠としていた甲斐源氏武田氏の有力な支族であった。武田一族が甲州身延の戦いで滅亡して以来、武田氏一族一統は離散の一途を辿る。栗原一族は大宮に逃れて、大宮の宮町に土着する。江戸時代に入ると、子孫は宮町地域に根を下ろし、有力者となる。栗原友右衛門の栗友、栗原助右衛門の栗助などがあり、それらが脇本陣を勤めた。菱屋の栗原家は、栗原粂次郎の栗粂から分家してはじめは宮町2丁目で酒、酢、味噌、砂糖、荒物、雑貨などを商う店を構えたのが始まりである。菱屋という屋号は、武田氏の武田菱の菱を取って付けたといわれる。本家の栗粂は、土地を生かして盆栽町で結婚式場を経営している」という。
宮町の自宅は大正時代に建てられたもので、木造3階建て5層造りのその洋館は近所で最も高い建物だったので、当時の市内の小学校では課外授業などの見学場所になっていた。
弘行の父・利郎は栗原家の次男として生まれ、戦前はいろいろな事業を営み、五穀と肥料を取り扱っていた。また大宮の大地主として名高く政財界にも人脈を持ち、フィクサーとして有名な菅原通済と共通の弁護士を通じてつながりがあった。しかし終戦後は農地改革の問題などもあり、財産を切り売りしてその処置に当たるなど、非常に苦労した。政治に強い関心を抱いており、多くの政治家たちとの交流があった。衆議院議員や大宮市長を務めた加藤睦之介にかわいがられていた。性格は気難しく人付き合いも限定していて、必要最低限の人付き合いと会話しかしなかった。土地を受け継いだ利郎は近隣住民との裁判に死ぬまで明け暮れた、「裁判好きの栗原」として知られた。

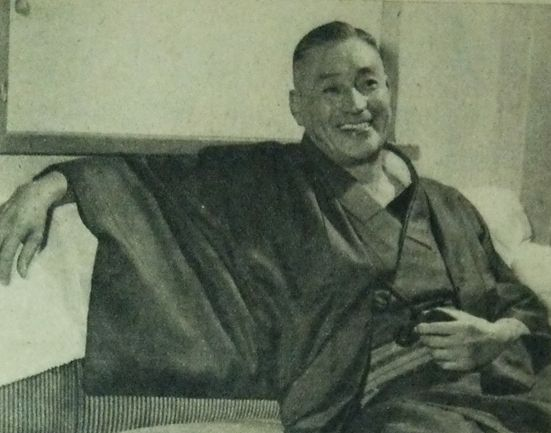
菅原通済

母の実家は日清紡績の染色工場を経営していた。桜田武とは、桜田がまだ名古屋の工場長だった頃から母は親しくしていた。
父が亡くなったとき兄・國起は26歳で、その当時家業を継ぐための社会勉強として父と共通の弁護士を通じてつながりがあった菅原通済のもとに修行に出て、秘書と運転手を兼ねた。さいたま市大宮区寿能町の「菱屋会館」を経営。妹は兄國起の養子となり、久場島を継承した。
弘行の元妻は別居中に東京三鷹に小さな家を建てた。1998年、正式に離婚した。『週刊文春』（2012年9月20日号）に栗原家の内情について、弘行の元妻と娘青皇のコメントが掲載されている。
- 父・利郎（1905年 - 1968年、地主）[9][注 4]
- 母（1911年 - 2007年、静岡県浜松市出身）[9]
- 兄・國起（実業家、1942年 - ）[9]
- 兄（1943年 - ）[9]
- 姉[9]
- 妹[9]
- 元妻[2]
- 娘・青皇（あき）[2]
- 妻、子ども[2]

## 著書
- 『尖閣諸島売ります』（廣済堂出版）2012年9月28日 ISBN 978-4331516713